# Bongani Ndulula
Bongani Ndulula est un footballeur international sud-africain né le 29 novembre 1989 à Aliwal North. Il évolue au poste d'avant-centre, et est actuellement sans club.

## Carrière
- 2009-2010 : Bloemfontein Celtic ( Afrique du Sud)
- 2010-2013 : Orlando Pirates ( Afrique du Sud)
- 2013-2015 : AmaZulu FC ( Afrique du Sud)
- 2015-2016 : Kaizer Chiefs ( Afrique du Sud)
- 2016-2017 : Chippa United ( Afrique du Sud)

## Palmarès
Orlando Pirates
- Champion d'Afrique du Sud (2) :
  - Champion : 2010-11 et 2011-12.

- Coupe d'Afrique du Sud (1) :
  - Vainqueur : 2010-11.

- MTN 8 (1) :
  - Vainqueur : 2011.